# Pilea panzhihuaensis
Pilea panzhihuaensis är en nässelväxtart som beskrevs av C.J.Chen, A.K.Monro och L.Chen. Pilea panzhihuaensis ingår i släktet pileor, och familjen nässelväxter. Inga underarter finns listade i Catalogue of Life.